# Los Marañones
Los Marañones es un grupo español de rock creado en 1987 por Miguel Bañón (guitarra y voz), Ricardo Perpén (guitarra), Román García (bajo) y Pedro Sánchez "Pedrín" (batería).
Durante los primeros meses fueron acompañados por otro dos músicos de la escena murciana como el teclista Freddy Valera y la cantante Tere Luengo.
Su cancionero refleja un recorrido por todo tipo de estilos siempre aunados por su peculiar modo de ver el Rock. Son canciones que se definen a sí mismas en una mezcla de muchos ingredientes para conseguir un nuevo concepto. Sus discos dejan entrever sus principales influencias, desde el pop psicodélico, el rock’n’roll de armonías atípicas, el vodevil e infinidad de medios que mezclan con audacia suficiente para conseguir transmitir un universo lleno de vitalismo y evocación, de dinamismo y sensibilidad.

## Biografía
Miguel Bañón, Ricardo Perpén y Román García llevaban unos cuantos años grabando canciones en casa cuando decidieron en 1987 convertir esa afición en algo más serio, creando con el batería Pedrín Sánchez el grupo Los Marañones, acompañados los primeros meses por el guitarrista y teclista Fredy Valera y la cantante Tere Luengo. En 1988, ya como cuarteto, graban en Madrid dos canciones producidas por Fino Oyonarte de Los Enemigos para un mini-LP recopilatorio de grupos de Murcia.
El grupo comienza a actuar por todo el territorio nacional y se van sucediendo las grabaciones. En 1989 publican el mini-LP Experiencia negra (mini-LP, OMV, 1989), producido por Paco Trinidad y grabado entre Murcia y Madrid. En Antequera, Málaga, graban el álbum Quiero bailar agarrao (LP, Bucaneros/Cambayá, 1992), que supone la primera colaboración del teclista Carlos Campoy, de Ferroblues, que con el tiempo acabará convirtiéndose en miembro fijo del grupo.
De nuevo con la producción de Paco Trinidad publican La revolución (CD, La Fábrica Magnética, 1994), su primera referencia en formato CD, que será disco de la semana en Radio 3. Lo siguiente será preparar la grabación de un disco en directo, que se publicará con el nombre del grupo como título, Los Marañones (CD, Facedown/Edel, 1996). Para la grabación, dirigida otra vez por Paco Trinidad, cuentan con la colaboración de viejos amigos del grupo como Hendrik Röver, de Los Deltonos, o Josele Santiago, de Los Enemigos.
Para reforzar el sonido del grupo se incorpora el guitarrista Joaquín Talismán, con el que graban el siguiente álbum, Matando el tiempo (CD, Facedown/Edel, 1997), producido en Madrid por Carlos Martos. Ese mismo año inauguran su sitio oficial en la Internet y en junio de 1998 presentan unas cuantas canciones nuevas en un concierto que se retransmite con imagen y sonido en directo por la red, siendo la primera vez que se hace algo así en España. Esas canciones aparecerían finalmente en el sexto álbum del grupo, Shangri-La (CD, Alkilo, 1999), grabado en Murcia y producido por ellos mismos.
El siglo XXI comienza con varios proyectos paralelos. Joaquín Talismán deja al grupo para retomar su carrera en solitario, Pedrín y Carlos forman Grrr!, y Miguel forma junto a Santiago Campillo, ex-M-Clan, el grupo Los Lunáticos, con los que publicará dos discos. Mientras tanto, Los Marañones siguen recorriendo escenarios y preparando nuevas canciones como las que irán en El mundo al revés (CD, Perdición, 2004).
El octavo álbum del grupo, con Carlos Campoy de vuelta como miembro fijo, será Extraña familia (CD, El Brujo Records, 2007), con el que buscan deliberadamente un sonido cercano al que ofrece el cuarteto en sus conciertos. Para promocionarlo graban el videoclip «Fuera de límite».
Poco después, para celebrar sus más de veinte años de carrera, se meten de nuevo al estudio para volver a grabar algunas de sus mejores canciones, remozadas y puestas al día. El resultado es Las aventuras de los Marañones (CD, El Brujo Records, 2008). Para seguir con la celebración ofrecen a finales de año dos conciertos consecutivos en Murcia, entre amigos y familia, con dos repertorios diferentes e invitados especiales.
A finales de 2009 la compañía de teatro Distrito Producciones estrena Cruzando las galaxias, un musical «para toda la familia» basado en canciones de Los Marañones, que se van enlazando con una historia de aventuras espaciales. El montaje resulta un éxito desde su primera representación.
En 2010 publican Tipos raros (CD, Perdición, 2010), una colección de canciones sobre personajes muy interesantes, ilustrada por el gran Cascales. Y en 2012  Historias sin principio ni final (CD, Perdición, 2012), el álbum número once del grupo, para el que invitan a algunos amigos a realizar con total libertad vídeos para las canciones.
A principios de 2015, mientras preparan un nuevo disco, publican exclusivamente en descarga digital el recopilatorio Rarezas (1988-2012) (2015). En verano de este mismo año publican A contratiempo (CD, Perdición, 2015), una historia sobre los vaivenes de la vida contada a ritmo de twist y rock 'n' roll.
En 2017 celebraron el XXV aniversario del álbum Quiero bailar agarrao (1992) interpretándolo íntegramente en una serie de conciertos, antes de empezar a preparar el siguiente álbum.
El nuevo disco del grupo es La máquina del tiempo (CD, Perdición, 2020), lanzado el primer día del confinamiento por la Covid-19, contabilizando así 10 elepés y un epé de estudio, uno en directo y otro en formato digital.

## En la prensa
- «En un momento en el que el rock parece haberse convertido en patrimonio exclusivo de los "Jevis" [...] hay que dar la bienvenida a grupos como Los Marañones, murcianos sin complejos que se trasladaron a Madrid el pasado mes de febrero con un puñado de canciones del corte de "Lo has hecho mal" y "Yo ya lo pienso", pura dinamita.».[6]
- «Sin grandes alharacas, a su aire, van descargando buenas dosis de blues de garito, rhythm'n'blues peleón y hasta algo de soul y funky, música fibrosa hecha con naturalidad y sencillez, sin falsas pretensiones de originalidad.».[7]
- «Un álbum fresco y espontáneo, repleto de naturalidad [...]. La gran particularidad de este En Directo es la variedad de canciones incluidas, cada una de ellas perfectamente diferenciable entre sí, no sólo musicalmente, sino en lo que a la temática lírica se refiere.».[8]
- «Tienen los Marañones fama —y pintas— de rudo grupo bluesero. Y resulta que en los últimos tiempos elaboran un pop pimpolludo, de estribillos anhelantes, coritos soleados, aceradas erupciones controladas, felices combinaciones de acústicas y eléctricas, arreglos milimetrados, historias redondas. Es lo que ocurre, imagino, si uno escucha inteligentemente los mejores discos de los Beatles (citados en "Mis mejores cassettes"). Trece píldoras de vitamina C mediterránea.».[9]
- «Los Marañones son una de esas atípicas bandas que pueden mirar de tú a tú a los grandes sin sonrojarse; tienen una intachable trayectoria y un directo sólido que nunca decepciona.».[10]

## Discografía
- Green 2 - Varios (1988)
- Experiencia Negra (1989)
- Boie Bagat Wo (1989)
- Varios: Urbano Rock & Blues en directo (1991)
- Varios: Un año de rock en Murcia '91 (1991)
- Quiero bailar agarrao (1992)
- El final (1992)
- Varios: Un año de rock 'vivo' Murcia 1992 (1992)
- Sexy Dream (1993)
- La revolución (1994)
- Varios: Antares 15 de mayo (1994)
- Varios: Homenaje a Jota Cassinello (1994)
- Varios: BAM 94 (1994)
- Los Marañones (1996)
- Matando el tiempo (1997)
- Muy buenas horas (1997)
- Caigo (1997)
- Shangri-La (1999)
- Varios: Lo mejor de los 80 en la Región de Murcia (2000)
- Varios: Cambalache: 5 años de música en vivo (2000)
- Varios: Underground Hellín II Aniversario (2000)
- Varios: Flamingo All Stars (2001)
- El mundo al revés (2004)
- Extraña familia (2007)
- ¡En vivo! (2007)
- Las aventuras de Los Marañones (2008)
- Tipos raros (2010)
- Varios: Murcia. International Scene. Music (2010)
- Distrito Teatro y Los Marañones: Cruzando las galaxias (2011)
- Historias sin principio ni final (2012)
- Caballero Reynaldo's Friends: Cinquecenton (2012)
- Rarezas (1988-2012) (2015)
- A contratiempo (2015)
- La máquina del tiempo (2020)